# Liste der Nummer-eins-Hits in Italien (1977)
Diese Liste der Nummer-eins-Hits basiert auf den Charts des italienischen Musikmagazins Musica e dischi im Jahr 1977. Es gab in diesem Jahr zwölf Nummer-eins-Singles und sieben Nummer-eins-Alben.

## Singles
| ← 1976 ← | Liste der Nummer-eins-Hits in Italien (M&D) | Liste der Nummer-eins-Hits in Italien (M&D) | Liste der Nummer-eins-Hits in Italien (M&D)                                | 1978 → |
| \| Zeitraum \| Wo. ges. \| Interpret \| Titel Autor(en) \| Zusätzliche Informationen \| \| (Zeitraum, Wochen auf Platz eins, Interpret, Titel, Autor[en], zusätzliche Informationen) \| \| \| \| \| \| ----------------------------------------------------------------------------------------- \| -------- \| ---------------- \| -------------------------------------------------------------------------- \| ------------------------------------------------------------------------------------------------------------------------------------------------------------------------------------------------------------------------ \| \| 49. Woche 1976 – 5. Woche 1977 10 Wochen \| 10 \| Gianni Morandi \| Sei forte papà Stefano Jurgens, Bruno Zambrini \| Das Lied bildete die Schlussmelodie der Fernsehshow Rete Tre, die von Morandi moderiert wurde. Neben ihm sind im Lied auch seine Tochter Marianna Morandi und Andrea Zambrini, der Sohn des Koautors Bruno, zu hören.[1] \| \| 6. Woche 1 Woche \| 1 \| Keith Emerson \| Honky Tonk Train Blues Meade Lux Lewis \| Der Boogie-Woogie wurde in Italien bekannt, nachdem er als Titelmelodie der TV-Show Odeon. Tutto quanto fa spettacolo auf Rai 2 verwendet wurde. \| \| 7.–10. Woche 4 Wochen \| 4 \| Mal \| Furia Luigi Albertelli, Guido & Maurizio De Angelis \| Eine weitere Titelmelodie, diesmal die der Fernsehserie Fury, gelangte an die Spitze der Singlecharts. \| \| 11.–13. Woche 3 Wochen (insgesamt 5) \| 5 \| Keith Emerson \| Honky Tonk Train Blues Meade Lux Lewis \| – \| \| 14.–15. Woche 2 Wochen \| 2 \| Collage \| Tu mi rubi l’anima Gabriella Padovan, Antonello de Sanctis \| Nach einem zweiten Platz beim Sanremo-Festival 1977 gelang der Popgruppe ein Nummer-eins-Hit. \| \| 16. Woche 1 Woche (insgesamt 5) \| 5 \| Keith Emerson \| Honky Tonk Train Blues Meade Lux Lewis \| – \| \| 17.–24. Woche 8 Wochen \| 8 \| Lucio Battisti \| Amarsi un po’ Lucio Battisti, Mogol \| Nach dem Ursprungsalbum schaffte es auch die Single daraus an die Chartspitze. \| \| 25.–26. Woche 2 Wochen \| 2 \| Maynard Ferguson \| Gonna Fly Now Bill Conti, Carol Connors, Ayn Robbins \| Das Lied bildete den Titelsong des Films Rocky. Ferguson spielte in der Originalversion von Bill Conti Solotrompete und veröffentlichte selbst später eine Disco-Version davon. \| \| 27. Woche 1 Woche \| 1 \| Donna Summer \| I Feel Love Donna Summer, Giorgio Moroder, Pete Bellotte \| – \| \| 28.–40. Woche 13 Wochen \| 13 \| Umberto Tozzi \| Ti amo Umberto Tozzi, Giancarlo Bigazzi \| Das Lied brachte Tozzi einen Sieg beim Wettbewerb Festivalbar sowie europaweite Bekanntheit und Charterfolge ein. \| \| 41. Woche 1 Woche (insgesamt 2) \| 2 \| Umberto Balsamo \| L’angelo azzurro Cristiano Malgioglio, Umberto Balsamo \| – \| \| 42. Woche 1 Woche \| 1 \| Amanda Lear \| Tomorrow Rainer Pietsch, Amanda Lear \| – \| \| 43.–45. Woche 3 Wochen (insgesamt 4) \| 4 \| Santa Esmeralda \| Don’t Let Me Be Misunderstood Bennie Benjamin, Gloria Caldwell, Sol Marcus \| – \| \| 46. Woche 1 Woche (insgesamt 2) \| 2 \| Umberto Balsamo \| L’angelo azzurro Cristiano Malgioglio, Umberto Balsamo \| – \| \| 47. Woche 1 Woche (insgesamt 4) \| 4 \| Santa Esmeralda \| Don’t Let Me Be Misunderstood Bennie Benjamin, Gloria Caldwell, Sol Marcus \| – \| \| 48. Woche 1977 – 5. Woche 1978 10 Wochen \| 10 \| Matia Bazar \| Solo tu Aldo Stellita, Piero Cassano, Carlo Marrale \| – \| |                                             |                                             |                                                                            | |
| ← 1976 |                                             |                                             |                                                                            | → 1978 → |
| Zeitraum | Wo. ges.                                    | Interpret                                   | Titel Autor(en)                                                            | Zusätzliche Informationen |
| (Zeitraum, Wochen auf Platz eins, Interpret, Titel, Autor[en], zusätzliche Informationen) |                                             |                                             |                                                                            | |
| 49. Woche 1976 – 5. Woche 1977 10 Wochen | 10                                          | Gianni Morandi                              | Sei forte papà Stefano Jurgens, Bruno Zambrini                             | Das Lied bildete die Schlussmelodie der Fernsehshow Rete Tre, die von Morandi moderiert wurde. Neben ihm sind im Lied auch seine Tochter Marianna Morandi und Andrea Zambrini, der Sohn des Koautors Bruno, zu hören. |
| 6. Woche 1 Woche | 1                                           | Keith Emerson                               | Honky Tonk Train Blues Meade Lux Lewis                                     | Der Boogie-Woogie wurde in Italien bekannt, nachdem er als Titelmelodie der TV-Show Odeon. Tutto quanto fa spettacolo auf Rai 2 verwendet wurde.                                                                      |
| 7.–10. Woche 4 Wochen | 4                                           | Mal                                         | Furia Luigi Albertelli, Guido & Maurizio De Angelis                        | Eine weitere Titelmelodie, diesmal die der Fernsehserie Fury, gelangte an die Spitze der Singlecharts. |
| 11.–13. Woche 3 Wochen (insgesamt 5) | 5                                           | Keith Emerson                               | Honky Tonk Train Blues Meade Lux Lewis                                     | – |
| 14.–15. Woche 2 Wochen | 2                                           | Collage                                     | Tu mi rubi l’anima Gabriella Padovan, Antonello de Sanctis                 | Nach einem zweiten Platz beim Sanremo-Festival 1977 gelang der Popgruppe ein Nummer-eins-Hit. |
| 16. Woche 1 Woche (insgesamt 5) | 5                                           | Keith Emerson                               | Honky Tonk Train Blues Meade Lux Lewis                                     | – |
| 17.–24. Woche 8 Wochen | 8                                           | Lucio Battisti                              | Amarsi un po’ Lucio Battisti, Mogol                                        | Nach dem Ursprungsalbum schaffte es auch die Single daraus an die Chartspitze. |
| 25.–26. Woche 2 Wochen | 2                                           | Maynard Ferguson                            | Gonna Fly Now Bill Conti, Carol Connors, Ayn Robbins                       | Das Lied bildete den Titelsong des Films Rocky. Ferguson spielte in der Originalversion von Bill Conti Solotrompete und veröffentlichte selbst später eine Disco-Version davon.                                       |
| 27. Woche 1 Woche | 1                                           | Donna Summer                                | I Feel Love Donna Summer, Giorgio Moroder, Pete Bellotte                   | – |
| 28.–40. Woche 13 Wochen | 13                                          | Umberto Tozzi                               | Ti amo Umberto Tozzi, Giancarlo Bigazzi                                    | Das Lied brachte Tozzi einen Sieg beim Wettbewerb Festivalbar sowie europaweite Bekanntheit und Charterfolge ein. |
| 41. Woche 1 Woche (insgesamt 2) | 2                                           | Umberto Balsamo                             | L’angelo azzurro Cristiano Malgioglio, Umberto Balsamo                     | – |
| 42. Woche 1 Woche | 1                                           | Amanda Lear                                 | Tomorrow Rainer Pietsch, Amanda Lear                                       | – |
| 43.–45. Woche 3 Wochen (insgesamt 4) | 4                                           | Santa Esmeralda                             | Don’t Let Me Be Misunderstood Bennie Benjamin, Gloria Caldwell, Sol Marcus | – |
| 46. Woche 1 Woche (insgesamt 2) | 2                                           | Umberto Balsamo                             | L’angelo azzurro Cristiano Malgioglio, Umberto Balsamo                     | – |
| 47. Woche 1 Woche (insgesamt 4) | 4                                           | Santa Esmeralda                             | Don’t Let Me Be Misunderstood Bennie Benjamin, Gloria Caldwell, Sol Marcus | – |
| 48. Woche 1977 – 5. Woche 1978 10 Wochen | 10                                          | Matia Bazar                                 | Solo tu Aldo Stellita, Piero Cassano, Carlo Marrale                        | – |

## Alben
| ← 1976 ← | Liste der Nummer-eins-Alben in Italien (M&D) | Liste der Nummer-eins-Alben in Italien (M&D) | Liste der Nummer-eins-Alben in Italien (M&D) | 1978 →                    |
| \| Zeitraum \| Wo. ges. \| Interpret \| Titel \| Zusätzliche Informationen \| \| (Zeitraum, Wochen auf Platz eins, Interpret, Titel, zusätzliche Informationen) \| \| \| \| \| \| ------------------------------------------------------------------------------ \| -------- \| --------------- \| ----------------------------- \| ------------------------- \| \| 1.–7. Woche 7 Wochen (insgesamt 9) \| 9 \| Donna Summer \| Four Seasons of Love \| – \| \| 8.–12. Woche 5 Wochen \| 5 \| Pink Floyd \| Animals \| – \| \| 13.–25. Woche 13 Wochen \| 13 \| Lucio Battisti \| Io tu noi tutti \| – \| \| 26.–38. Woche 13 Wochen \| 13 \| Donna Summer \| I Remember Yesterday \| – \| \| 39.–42. Woche 4 Wochen (insgesamt 7) \| 7 \| Santa Esmeralda \| Don’t Let Me Be Misunderstood \| – \| \| 43. Woche 1 Woche (insgesamt 13) \| 13 \| Edoardo Bennato \| Burattino senza fili \| – \| \| 44. Woche 1 Woche (insgesamt 7) \| 7 \| Santa Esmeralda \| Don’t Let Me Be Misunderstood \| – \| \| 45. Woche 1 Woche (insgesamt 13) \| 13 \| Edoardo Bennato \| Burattino senza fili \| – \| \| 46.–47. Woche 2 Wochen (insgesamt 7) \| 7 \| Santa Esmeralda \| Don’t Let Me Be Misunderstood \| – \| \| 48. Woche 1 Woche (insgesamt 13) \| 13 \| Edoardo Bennato \| Burattino senza fili \| – \| \| 49.–50. Woche 2 Wochen \| 2 \| Donna Summer \| Once upon a Time \| – \| \| 51. Woche 1977 – 5. Woche 1978 7 Wochen (insgesamt 13) \| 13 \| Edoardo Bennato \| Burattino senza fili \| – \| |                                              |                                              |                                              |                           |
| ← 1976 |                                              |                                              |                                              | → 1978 →                  |
| Zeitraum | Wo. ges.                                     | Interpret                                    | Titel                                        | Zusätzliche Informationen |
| (Zeitraum, Wochen auf Platz eins, Interpret, Titel, zusätzliche Informationen) |                                              |                                              |                                              |                           |
| 1.–7. Woche 7 Wochen (insgesamt 9) | 9                                            | Donna Summer                                 | Four Seasons of Love                         | –                         |
| 8.–12. Woche 5 Wochen | 5                                            | Pink Floyd                                   | Animals                                      | –                         |
| 13.–25. Woche 13 Wochen | 13                                           | Lucio Battisti                               | Io tu noi tutti                              | –                         |
| 26.–38. Woche 13 Wochen | 13                                           | Donna Summer                                 | I Remember Yesterday                         | –                         |
| 39.–42. Woche 4 Wochen (insgesamt 7) | 7                                            | Santa Esmeralda                              | Don’t Let Me Be Misunderstood                | –                         |
| 43. Woche 1 Woche (insgesamt 13) | 13                                           | Edoardo Bennato                              | Burattino senza fili                         | –                         |
| 44. Woche 1 Woche (insgesamt 7) | 7                                            | Santa Esmeralda                              | Don’t Let Me Be Misunderstood                | –                         |
| 45. Woche 1 Woche (insgesamt 13) | 13                                           | Edoardo Bennato                              | Burattino senza fili                         | –                         |
| 46.–47. Woche 2 Wochen (insgesamt 7) | 7                                            | Santa Esmeralda                              | Don’t Let Me Be Misunderstood                | –                         |
| 48. Woche 1 Woche (insgesamt 13) | 13                                           | Edoardo Bennato                              | Burattino senza fili                         | –                         |
| 49.–50. Woche 2 Wochen | 2                                            | Donna Summer                                 | Once upon a Time                             | –                         |
| 51. Woche 1977 – 5. Woche 1978 7 Wochen (insgesamt 13) | 13                                           | Edoardo Bennato                              | Burattino senza fili                         | –                         |

## Belege
1. ↑  Dettaglio sigla: Sei forte papà. In: Tana delle sigle. Abgerufen am 1. Juli 2015 (italienisch).

Siehe auch: Nummer-eins-Hits 1977 in  Australien, Belgien, Deutschland, Finnland, Frankreich, Irland, Japan, Kanada, Neuseeland, den Niederlanden, Norwegen, Österreich, Schweden, der Schweiz, Spanien, den Vereinigten Staaten und im Vereinigten Königreich.